# Мозров (пещера)
Пещера Мозров (арм. Մոզրով) — самая глубокая пещера в Армении, находится в Вайоцдзорской области, в 7 км от села Арени. Пещера имеет гидротермальное происхождение, её размеры — 3700/-130. Стены и своды пещеры покрыты 10-сантиметровой корой кристаллов кальцита, на которые местами легли «холодные» карбонатные натеки разной морфологии, имеются сталактиты. Протяженность пещеры около 300 метров (по прямой линии — 170 метров).

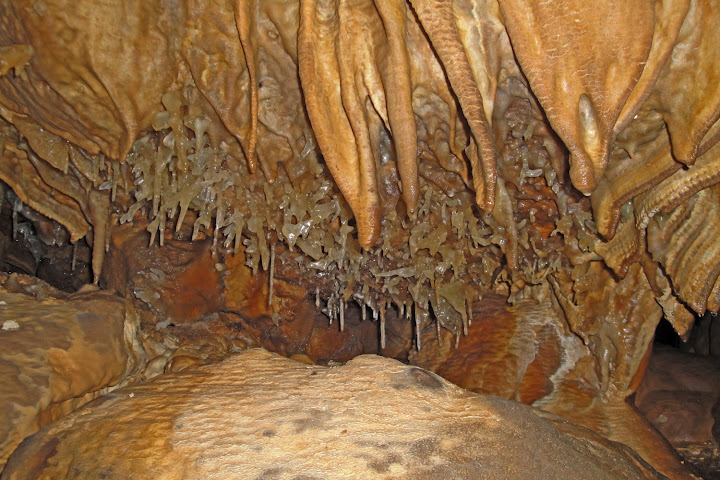
Пещера Мозров

## История
Осенью 1980 года шло строительство дороги Арпи-Мозров. Чтобы выровнять прилегающую часть гравия, дорожники взрывают известняковую массу, под которой открывается идущая вниз яма. Власти Ехегнадзорского района Советской Армении приглашают группу спелеологов из Еревана для проведения исследований.  Обнаружение глубокой ямы в земле вызвало большой интерес у жителей окрестных населенных пунктов, которые большими группами посещали место находки.
На следующий день после открытия пещеры приглашенные из Еревана спелеологи начинают предварительное исследование. В течение нескольких дней они обнаруживают, обследуют и измеряют обнаруженную дорожниками яму и открывают новые соединенные друг с другом залы и переходы.  По мнению специалистов-исследователей, пещера является памятником природы мирового значения, имеющим различные проявления пещерных образований.
Первая исследовательская группа Мозровской пещеры назвала различные залы пещеры, среди них залы «Водопады», «Бездна», «Ели», «Куклы», «Кактусы», «Белые кораллы», «Красные лавовые скалы». 